# Tautvilas Kęstutaitis
Tautvilas o Towtwil (circa 1352–1355- septiembre de 1390) fue uno de los hijos de Kęstutis, Gran Duque de Lituania, y un fuerte partidario de Vitautas el Grande en sus luchas contra su primo Jogaila.
En 1380, Jogaila firmó en secreto el Tratado de Dovydiškės con los Caballeros Teutónicos contra Kęstutis. Esto produjo el estallido de una guerra civil. Kęstutis y su hijo Vitautas fue capturado y encarcelado en el castillo de Kreva. En 1382 Kęstutis murió en extrañas circunstancias, mientras Vitautas se las arreglaba para escapar y buscó aliados entre los Caballeros Teutónicos. Alrededor del mismo tiempo Jogaila desterró a Tautvilas de Navahrudak, ciudad que él y su hermano Vaidotas estaban gobernando. Tautvilas entonces se unió a la lucha de su hermano Vitautas. Mientras visitaban a los Caballeros Teutónicos, fue bautizado como Kondrat el 21 de octubre de 1383. En 1384 Vitautas y Jogaila se reconciliaron y la guerra civil terminó.
Cuando Jogaila firmó la unión de Krewo y se convirtió en rey de Polonia, dejó como regente en Lituania a su impopular hermano Skirgaila. Vitautas vio la oportunidad para obtener el poder y comenzó la Guerra Civil Lituana (1389-92). Su primera campaña militar contra Vilna no tuvo éxito y tuvo que pedir ayuda a la Orden teutónica por segunda vez. Tautvilas estuvo con él otra vez. Las fuerzas conjuntas de Vitautas y los Caballeros atacaron Vilna en septiembre de 1390. De acuerdo a las crónicas de Wigand de Marburgo, Tautvilas murió en el combate por el castillo de Vilna.